# يوم الغيم
يوم الغيم هو: يوم الثلاثين من شهر شعبان، إذا حال دون رؤية هلال رمضان غيم، أو ما شابه ذلك، مما يحجب الرؤية، ولا يتمكن الناظر من مشاهدة الهلال. والصوم في الإسلام: مرتبط برؤية هلال شهر رمضان، حيث يجب برؤيته: صوم شهر رمضان. وفي الصحيحين: «فإن غم عليكم؛ فأكملوا عدة شعبان ثلاثين يوماً».

## تعريف يوم الغيم
يوم الغيم هو: يوم الثلاثين من شعبان، إذا حال دون رؤية هلال رمضان، غيم أو: قتر وسمي بذلك؛ لعدم إمكان رؤية هلال رمضان، بسبب الغيم ونحوه.
أما إذا لم ير الهلال ليلته مع كون السماء صحوا لا علة بها؛ فذلك يسمى: يوم الشك.

## الفرق بين يوم الشك ويوم الغيم
يوم الغيم ويوم الشك يعرف كلاهما أنه: يوم الثلاثين من شهر شعبان، وهذا بالإجماع، ولكن الفرق بينهما باعتبار: أن يوم الشك هو: الذي يقع الشك فيه هل هو من رمضان؟ أو: من شعبان، وهذا أيضا بالإجماع، وإذا تقاعد الناس عن مراقبة الهلال ولم يشاهد الهلال في ليلة الثلاثين من شعبان، -وكانت الجو صحوا- أو: أو تحدث الناس بالروية، من غير ثبوتها ممن تصح شهادته؛ ففي الحالين يكون يوم شك، وهذا بالإتفاق كذلك. وإذا حال دون رؤية الهلال غيم أو نحوه؛ فهو يوم الغيم وهذا متفق عليه كذلك، بهذا يظهر الفرق بينهما، لكن وفع الخلاف من وجوه: فالحنفية لا ينكرون الفرق بين التسميتين، إلا أنهم لا يرون فرقا بينهما في الحكم، فيوم الشك عندهم: ما وقع الشك فيه مع الصحو أو الغيم، وفي أحد قولي المالكية: يوم الشك هو يوم الغيم، وأما عند الشافعية، والحنابلة؛ فيوم الشك مختلف عن يوم الغيم، وصومهما منهي عنه، إلا أن هناك قول عند الحنابلة في يوم الغيم، وتفاصيل كل ذلك مذكورة في كتب فروع الفقه.

## أدلة النهي
«عن عبد الله بن عمر رضي الله عنهما أن رسول الله ﷺ  ذكر رمضان فقال: "لا تصوموا حتى تروا الهلال ولا تفطروا حتى تروه فإن غم عليكم فاقدروا له"»
ذكر حديث: ابن عمر من وجهين، أحدهما بلفظ: فإن غم عليكم فاقدروا له، والآخر بلفظ: فأكملوا العدة ثلاثين وقصد بذلك بيان المراد من قوله: «فاقدروا له».
وفي الحديث:
«عن عبد الله بن عمر رضي الله عنهما أن رسول الله ﷺ  ذكر رمضان فقال: "لا تصوموا حتى تروا الهلال، ولا تفطروا حتى تروه، فإن غم عليكم فاقدروا له"». وقوله: «لا تصوموا حتى تروا الهلال». النهي عن ابتداء صوم شهر رمضان قبل رؤية الهلال، حديث ابن عمر من وجهين، أحدهما بلفظ: «فإن غم عليكم فاقدروا له»، والآخر بلفظ: «فأكملوا العدة ثلاثين». وقصد بذلك بيان المراد من قوله: «فاقدروا له». والمعنى: أن وقت صوم رمضان: محدد برؤية هلال الشهر، عند غروب شمس ليلة الثلاثين من شهر شعبان، فإذا حصلت رؤية الهلال حينها؛ دخل شهر رمضان، وتلك الليلة هي بداية زمن شهر رمضان، فيلزم صيام نهار هذه الليلة. وإذا لم يشاهد الهلال حينها؛ لزم إتمام شهر شعبان ثلاثين يوماً، ويكون الشهر عندئذ تاماً، فالشهر الهلالي إما أن يتم عدده ثلاثون يوماً، أو ينقص يوما، فيكون عدده تسعة وعشرون يوماً.
«عن نافع عن ابن عمر رضي الله عنهما عن النبي ﷺ  أنه ذكر رمضان فقال لا تصوموا حتى تروا الهلال ولا تفطروا حتى تروه فإن أغمي عليكم فاقدروا له». وفي رواية: فاقدروا له ثلاثين وفي رواية: إذا رأيتم الهلال فصوموا وإذا رأيتموه فأفطروا فإن غم عليكم فاقدروا له وفي رواية فإن غم عليكم فصوموا ثلاثين يوما وفي رواية: فإن غمي عليكم فأكملوا العدد وفي رواية: فإن عمي عليكم الشهر فعدوا ثلاثين وفي رواية: فإن أغمي عليكم فعدوا ثلاثين. هذه الروايات كلها في صحيح مسلم، على هذا الترتيب، وفي رواية للبخاري: «فإن غبي عليكم فأكملوا عدة شعبان ثلاثين».

### حكم صوم يوم الغيم
قال ابن عبد الهادي في تنقيحه: الذي دلت عليه الأحاديث -وهو مقتضى القواعد- أنه أي شهر غم أكمل ثلاثين؛ سواء في ذلك شعبان ورمضان وغيرهما، فعلى هذا قوله: «فأكملوا العدة» يرجع إلى الجملتين، وهو قوله: «صوموا لرؤيته وأفطروا لرؤيته، فإن غم عليكم فأكملوا العدة» أي: غم عليكم في صومكم أو فطركم، وبقية الأحاديث تدل عليه، فاللام في قوله: فأكملوا العدة للشهر أي: عدة الشهر، ولم يخص ﷺ شهرا دون شهر بالإكمال إذا غم، فلا فرق بين شعبان وغيره في ذلك، إذ لو كان شعبان غير مراد بهذا الإكمال لبينه فلا تكون رواية من روى: فأكملوا عدة شعبان مخالفة لمن قال: فأكملوا العدة بل مبينة لها. ويؤيد ذلك قوله في الرواية الأخرى: فإن حال بينكم وبينه سحاب فأكملوا العدة ثلاثين ولا تستقبلوا الشهر استقبالا. أخرجه أحمد وأصحاب السنن وابن خزيمة وأبو يعلى من حديث ابن عباس هكذا، ورواه الطيالسي من هذا الوجه بلفظ: «ولا تستقبلوا رمضان بصوم يوم من شعبان» وروى النسائي من طريق محمد بن حنين عن ابن عباس بلفظ: فإن غم عليكم فأكملوا العدة ثلاثين.
قال ابن حجر: ونقل ابن المنذر قبله الإجماع على ذلك، فقال في «الإشراف»: صوم يوم الثلاثين من شعبان إذا لم ير الهلال مع الصحو لا يجب بإجماع الأمة، وقد صح عن أكثر الصحابة والتابعين كراهته، هكذا أطلق ولم يفصل بين حاسب وغيره، فمن فرق بينهم كان محجوجا بالإجماع قبله.

## هلال رمضان
تكون رؤية هلال شهر رمضان في ليلة الثلاثين من شعبان، فإذا حصلت الرؤية؛ دخل الشهر ووجب صوم شهر رمضان اتفاقا. وإذا لم تثبت الرؤية؛ فهناك حالتان: ويرجع هذا إلى سبب عدم ثبوت الرؤية فهو إما؛ أن يكون بسبب احتجاب رؤية الهلال، بغيم أو: قتر أو: ما شابه ذلك، ويسمى هذا: يوم الغيم. وإما؛ أن يكون عدم ثبوت الحكم حال كون السماء مصحية، لكن وقع الشك في ثبوت رؤية هلال شهر رمضان، ويسمى هذا: يوم الشك وذلك لوقع الشك فيه هل هو من رمضان؟ أو: من شعبان؟.

## أقوال العلماء
قال ابن الجوزي في «التحقيق» لأحمد في هذه المسألة- وهي ما إذا حال دون مطلع الهلال غيم أو قتر ليلة الثلاثين من شعبان- ثلاثة أقوال: أحدها: يجب صومه على أنه من رمضان. ثانيها: لا يجوز فرضا ولا نفلا مطلقا، بل قضاء وكفارة ونذرا ونفلا يوافق عادة، وبه قال الشافعي. وقال مالك وأبو حنيفة: لا يجوز عن فرض رمضان، ويجوز عما سوى ذلك. ثالثها: المرجع إلى رأي الإمام في الصوم والفطر. واحتج الأول بأنه موافق لرأي الصحابي راوي الحديث. قال أحمد: حدثنا إسماعيل، حدثنا أيوب، عن نافع عن ابن عمر فذكر الحديث بلفظ: «فاقدروا له» قال نافع: فكان ابن عمر إذا مضى من شعبان تسع وعشرون يبعث من ينظر، فإن رأى فذاك، وإن لم ير ولم يحل دون منظره سحاب ولا قتر أصبح مفطرا، وإن حال أصبح صائما.
وأما ما روى الثوري في «جامعه» عن عبد العزيز بن حكيم سمعت ابن عمر يقول: لو صمت السنة كلها لأفطرت اليوم الذي يشك فيه، فالجمع بينهما أنه في الصورة التي أوجب فيها الصوم لا يسمى يوم شك، وهذا هو المشهور عن أحمد أنه خص يوم الشك بما إذا تقاعد الناس عن رؤية الهلال أو شهد برؤيته من لا يقبل الحاكم شهادته، فأما إذا حال دون منظره شيء فلا يسمى شكا. واختار كثير من المحققين من أصحابه الثاني.